# Realtà e giovinezza. La sfida
Realtà e giovinezza. La sfida è un saggio antologico del sacerdote cattolico e teologo Luigi Giussani, fondatore del movimento Comunione e Liberazione, pubblicato nel 1995.

## Storia editoriale
Uscito per la Società Editrice Internazionale, fu il primo libro di Giussani per l'editore torinese. Contiene alcuni tra i più significativi interventi di don Giussani sui giovani a partire dagli anni cinquanta, epoca in cui il sacerdote brianzolo iniziò la sua opera di educatore nelle scuole superiori e diede vita all'esperienza di Gioventù Studentesca. Si tratta di meditazioni, interviste, dialoghi e saggi, alcuni dei quali praticamente inediti o apparsi in riviste o in fascicoli pro manuscripto. Nel 2018 ne è stata pubblicata una nuova edizione per Rizzoli con una introduzione di Julián Carrón.

## Contenuti

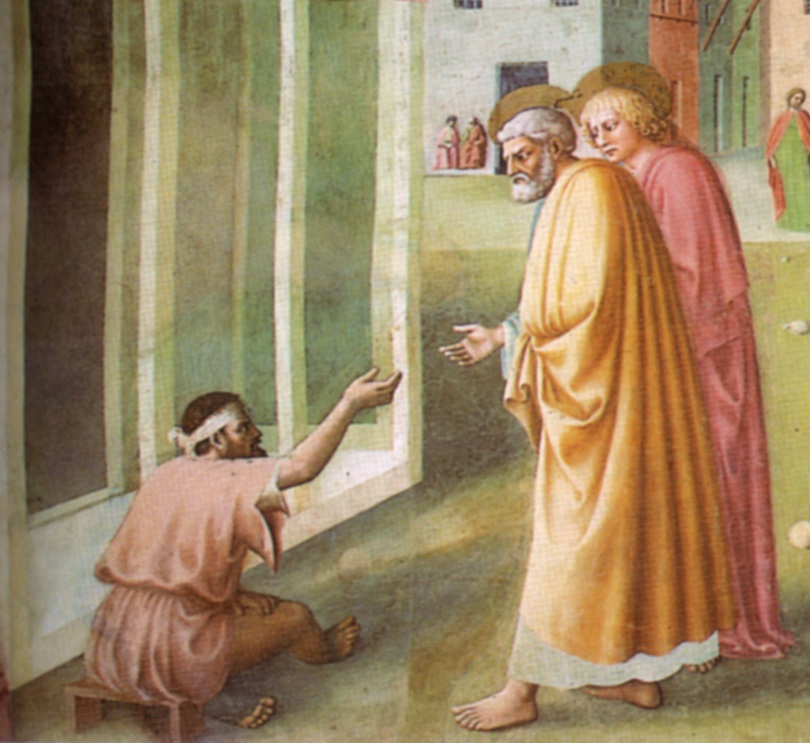
Un particolare dell'affresco Guarigione dello storpio e resurrezione di Tabita di Masolino da Panicale facente parte della decorazione della Cappella Brancacci nella chiesa di Santa Maria del Carmine a Firenze è stato usato per la copertina del volumentto Il senso della caritativa

incluso in Realtà e giovinezza. La sfida.
La prima parte del volume contiene interventi di Giussani rivolti ai giovani, mentre la seconda contiene interventi sul tema dei giovani. In particolare Risposte cristiane ai problemi dei giovani è uno dei primi scritti di Giussani educatore e risale in una prima versione al 1956; fu poi riproposto nel 1961 nel mensile Quaderni de l'Azione Giovanile legato alla rivista L'Azione Giovanile della Gioventù Italiana dell'Azione Cattolica (GIAC). Crisi e possibilità della gioventù studentesca è un intervento dell'autore alla XI Settimana di spiritualità, promossa nel 1961 dall'Università Cattolica del Sacro Cuore di Milano sul tema «La gioventù attuale e i problemi della spiritualità».
La carità come legge del cuore, risalente al 1959 e pubblicato per la prima volta nel 1961 da Gioventù Studentesca, è invece uno dei testi più noti di Giussani, diffuso ampiamente e in varie forme con il titolo Il senso della caritativa. È il testo di riferimento, per contenuto e metodo, per l'educazione alla dimensione della carità nel movimento di Comunione e Liberazione. Nell'esperienza del movimento, e prima ancora di Giovenù studentesca, la «caritativa» è un momento che ha lo scopo di far imparare, attraverso la fedeltà a un gesto esemplare, che la legge ultima dell'esistenza è la carità, la gratuità. Impegno di norma settimanale, affonda le sue radici nell'abitudine dei primi giessini di riversarsi nel fine settimana nella povera zona della bassa milanese per fare compagnia ai bambini, giocare con loro e fare catechismo. In alcuni casi la caritativa si è sviluppata fino a dar vita a realtà non profit nell'alveo della tradizione delle grandi opere caritative che hanno segnato la storia della Chiesa in occidente.

## Edizioni
- Luigi Giussani, Realtà e giovinezza. La sfida, 1ª ed., Milano, SEI, marzo 1995,  p. 212, ISBN 88-05-05318-X.
- Luigi Giussani, Realtà e giovinezza. La sfida, prefazione di Julián Carrón, 1ª ed., Milano, Rizzoli Editore, 2018,  p. 271, ISBN 978-88-17-09818-2.